# Kiš

Babylonie v době vlády Chammurapiho, znázorňuje rozšíření říše za jeho panování

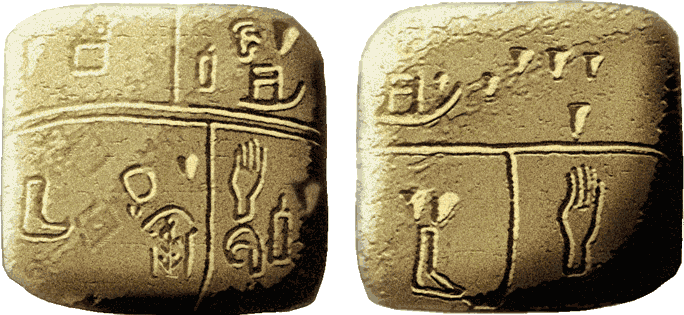
Vápencová tabulka s piktogramy z doby 3500 př. n. l. uložená v Ashmolean Museum.

Kiš (sumersky: Kiš-ki; akkadsky: kiššatu), v současnosti Tell al-Uhajmir (dosl. Červený pahorek), Irák), bylo starověké sumerské město. Nacházelo se asi 12 km východně od Babylónu, nyní přibližně 80 km jižně od Bagdádu, v provincii Babil. V sumerském seznamu králů je uváděno jako první město po potopě, které mělo krále. Patronem a poručníkem města byl bůh Zababa.
„Král Kiše“ je jedním z prvních titulů užívaných sumerskými panovníky z jiných měst; sloužil k indikaci nadvlády nad tímto regionem. Kiš byl od raných dob obýván Semity, což je možné odvodit od jmen králů prvních dynastií ze seznamu, která jsou semitského původu. V Sumerském královském seznamu jsou vypsány celkem 4 dynastie původem z tohoto města.
Ve městě se také nacházel chrám bohyně Inanny, zvaný Chursagkalamma, „hora-země“.
Archeologický výzkum zde byl prováděn v letech 1912–1914 týmem Francouze Henriho de Genouillac a později v letech 1923–1933 anglo-americkou skupinou pod vedením Stephena Langdona.